# Zrínyi II. Péter
Zrínyi II. Péter (horvátul: Petar II. Zrinski, 1435 – Korbávmező, 1493, szeptember 9.) horvát-magyar nemes, a Šubić nemzetségből származó zrinyi gróf.

## Családja

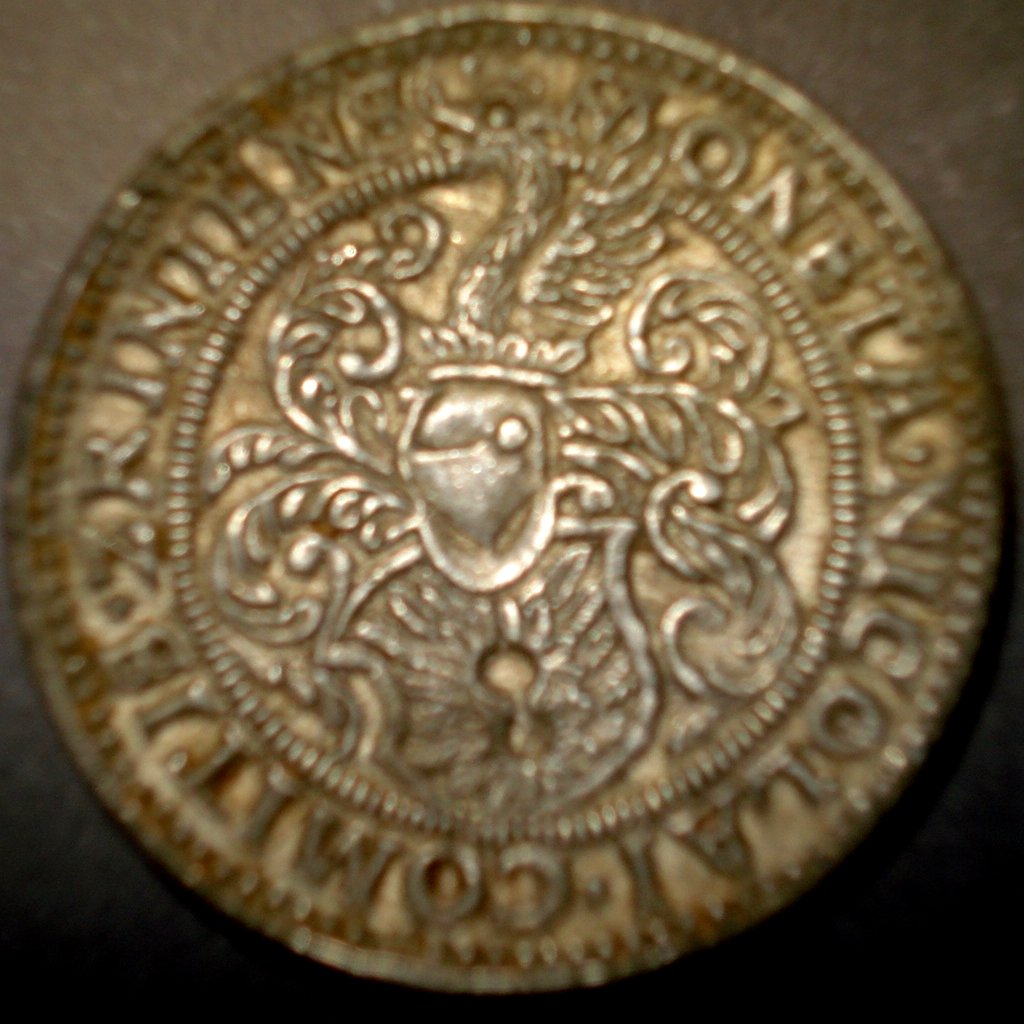
A Zrínyi család régi címere Zrínyi III. Miklós ezüst tallérjának hátlapján (1534 előtt)

Zrínyi I. Péter zrinyi gróf, udvari lovag fia, és Zrínyi I. Pál zrinyi gróf unokája volt. Összesen nyolc testvéréről tudunk, akik közül rajta kívül csak II. Györgynek volt ismert leszármazottja. II. Péter kétszer nősült. Első feleségétől Zsófiától négy gyermeke született. Közülük III. Pál apjával együtt esett el 1493-ban a korbávmezei csatában. Ilona nevű leánya Karlović János horvát bán felesége lett. A másik két gyermek, Mária és Bernát sorsa ismeretlen. Második feleségétől blagaji Babonić Ilonától született fia, III. Miklós, akitől a család leszármazottai származnak.

## Élete
Péter gróf élete kevéssé ismert, de annyi bizonyos, hogy örökölte apja hatalmaskodó, törvényszegő természetét. Mátyás király 1481-ben zágrábi tartózkodása során az igazságszolgáltatás szigorával volt kénytelen fellépni Zrínyi Péterrel szemben. A fellépés oka a király okleveléből derül ki. Eszerint Korbáviai János a király menlevelével utazott Zágrábból, valószínűleg saját birtokaira, amelyek a tengerparthoz közel, részben a Dalmáciában feküdtek. Útja Zriny közelében vezetett, ahol Zrínyi Péter a királyi menlevél ellenére elfogatta őt. Ez főbenjáró bűnt jelentett, ezért Pétert az akkori Szlavónia fővárosába, Zágrábba, a báni törvényszék elé idézték, ahol úgy tűnik, hogy nem jelent meg. A törvényszéket ez nem gátolta meg abban, hogy a legszigorúbb ítéletet, fő- és jószágvesztést mondjanak ki rá és Pál nevű fiára, aki ezek szerint szintén részese volt az esetnek.
Az enyhítés lehetősége a király kezében volt, aki kegyelmet adott a Zrínyiknek, de azzal a feltétellel, hogy Péter gróf és fia Pál az ország védelmére évenként három hónapig a saját költségükön kiállítandó száz lovassal szolgáljanak bármely ellenség ellen a király, vagy valamelyik kapitányának a vezérlete alatt. Azt is feltételül szabta, hogy az elkövetkezendő időkben a hasonló bűntől óvakodjanak, különben a mostani kegyelmet megvonja tőlük.
Ennek ellenére Guthi Országh Mihály nádor 1484. március 13-án kelt okleveléből értesülünk a Zrínyiek újabb hatalmaskodásról. A nádor Grebeni Hermanfi László és Batthyány Boldizsár panaszára rendelt el vizsgálatot, miszerint Wragowczi Erdeg Péter, Thremeczi Mihály a panaszosok buthkafeldei birtokán, Zrinyi Péter és Pál fia pedig Wamhyda birtokon hatalmaskodtak, továbbá Boldizsár Baranyowcz prédiumát Castellan László és György tartja jogtalanul zálogban. A nádor megparancsolja a csázmai káptalannak, hogy tartsanak vizsgálatot és a vétkeseket idézzék meg a bán elé.
Zrínyi Péter és Zrínyi Pál nevével 1492-ben is találkozunk. Az okmány, amelynek elején nevük, hátulján pedig pecsétjük áll nevezetes szerepet játszott a magyar történelemben. Ez alapján követelte Miksa német császár később magának a magyar koronát. Amit a Budán összegyűlt főnemesek és papok nagy része, valamint a horvát és szlavóniai főurak is aláírtak, arról szól, hogy abban az esetben, ha I. Ulászló király fiú utód nélkül halna meg, a magyar korona Miksára, illetve fiú utódaira fog szállni.
Zrínyi Péter és Zrínyi Pál haláláról is hallgat a korabeli krónika. Istvánffy Miklós említi ugyan, hogy Zrínyi Péter is jelen volt a korbávmezei csatában, melyben a Derencsényi Imre bán vezérlete alatt állt horvát sereg súlyos vereséget szenvedett a töröktől, és amelyben számos horvát főúr is elesett, de Istvánffy tévedhet is a névben tekintve, hogy Zrínyi II. Péter 1493-ban már legalább hatvan éves ember lehetett. Mindenesetre annyi bizonyos, hogy ezután mindkét Zrínyi eltűnik a történeti forrásokból. A család Zrínyi Péter másik fiának, Zrínyi III. Miklósnak a Karlović Ilonával kötött házasságával ment tovább. Ő lett a megalapozója a család jövendőbeli gazdagságának és hatalmának.